# Скоукрофт, Брент
Брент Скоукрофт (англ. Brent Scowcroft; 19 марта 1925, Огден, Юта — 6 августа 2020, Фолс-Черч, Виргиния) — генерал-лейтенант ВВС США. Советник президента США по национальной безопасности (1975—1977) Джеральда Форда и (1989—1993) Джорджа Буша. Рыцарь-командор ордена Британской империи.

## Биография
Окончил Военную академию США (1947). Степени магистра искусств (1953) и доктора философии по международным отношениям (1967) получил в Колумбийском университете.
В 1970—1975, а также в 1989—1993 годах — Советник президента США по национальной безопасности. В 1992 был оппонентом госсекретаря Дж. Бейкера по вопросу ядерного разоружения Украины, Белоруссии и Казахстана. Считал, что дробление функций контроля и управления советским стратегическим ядерным оружием между несколькими республиками было положительным моментом поскольку способствовало уменьшению масштаба возможного нападения на США.
В 2001—2004 годах председатель Совета президента США по внешней разведке.

## Награды
- Президентская медаль Свободы (1991 год).
- Рыцарь-командор ордена Британской империи.
- Орден Креста земли Марии 3 класса (2006 год, Эстония)[6].
- Памятная медаль в связи с 20-летием восстановления государственной независимости нашей республики (2011 год, Посольство Азербайджана в США)[7].

## Премия Скоукрофта
Брент Скоукрофт часто засыпал на совещаниях с Джорджем Бушем-старшим. Поэтому президент учредил премию им. Скоукрофта, которая вручается человеку, «который наиболее эпично засыпает на совещании с президентом». Президент оценивает кандидатов по трём критериям: по продолжительности сна, по глубине сна и по качеству пробуждения, с дополнительными баллами за храп. Номинант просто открыл глаза и вернулся к совещанию или же резко вскочил что-нибудь опрокинув? По словам самого Буша, «даются дополнительные очки за плотно закрытые глаза, а также за громкий храп в разгар совещания, пока все делают своё дело». Скоукрофт впоследствии стал «дежурной шуткой».